# Emoia cyclops
Emoia cyclops är en ödleart som beskrevs av Brown 1991. Emoia cyclops ingår i släktet Emoia och familjen skinkar. Inga underarter finns listade i Catalogue of Life.